# 天使たちの厨房
『天使たちの厨房』（てんしたちのちゅうぼう、仏: La Cuisine des anges, 英: The Angels' Kitchen）は、スペインのバロック絵画の巨匠バルトロメ・エステバン・ムリーリョが画業初期の1646年にキャンバス上に油彩で制作した絵画である。本来、画家の出身地であるセビーリャの小さなフランシスコ会派修道院の回廊を装飾するために描かれた12点の作品のうちの1点であった。 少なくとも1810年からセビリアのアルカサルに所蔵されていたが、ニコラ＝ジャン・ド・デュ・スールト元帥により略奪され、1813年にパリにもたらされた。1858年、フランス政府がスールト元帥のコレクションの売り立てで作品を購入し、以降パリのルーヴル美術館に所蔵されている。

## 作品
作品は、知られていないフランシスコ会の歴史にまつわる場面を表している。左側の宙に浮かんでいる聖人が誰であるかは不明であるが、おそらくアルカラ・デ・グアダイラ出身のフランシスコ・ペレス (Francisco Perez) 兄弟修道士で、彼はサン・フランシスコ・エル・グランデ (San Francisco el Grande) 修道院の厨房の料理番であった。伝説によれば、彼は聖なる霊感にうたれ、恍惚感に入ったために自身の料理義務を忘れ、眠ってしまった。目覚めた時、彼は料理義務が奇蹟的に成し遂げられていたことを知った。彼を祝福した神は天使たちを遣わして、彼の代わりに料理をさせたのである。
本作で神は遠い存在ではない。野菜、鍋、壺、皿といった日常的な事物の只中にも姿を表わす。ご馳走も神の恵みなのである。フランシスコ会派の修道士たちは、慢性的に基金と窮乏に見舞われた当時の世界に、こうした宗教的な奇蹟を導入した。ムリーリョの関心も宗教上の出来事だけでなく、「ボデゴン」として知られるスペイン独自の伝統的厨房画の分野に向けられている。
なお、ミシェル・ビュトールは、この作品を彼の西洋美術105点の決定的名作に含めている。

## 関連作
本作は元来、12点の連作のうちの1点をなしていた。他の作品は以下のものである。
- 『聖フランチェスコの法悦』、『乞食に食べ物を与える聖ディエゴ』 (ともに王立サン・フェルナンド美術アカデミー、マドリード)
- 『アルカラのフリアン』、『フェリペ2世の魂』(クラーク美術館（英語版）、ウィリアムズタウン  《Williamstown》 、米国)
- 『聖クララの死』 (アルテ・マイスター絵画館、ドレスデン)＜
- 『聖ディエゴの無原罪の御宿り』 (現存しない)
- 『聖ディエゴ・デ・アルカラ（英語版）』、『パンプローナの司教』 （オーギュスタン美術館、トゥールーズ、フランス）
- 『聖オルタのサルヴァドール (Salvador of Horta) 』。別名『疫病』 (ヘルツ、ポッツォ・ディ・ボルゴ《Hertz. Pozzo di Borgo》、パリ)
- 『グレゴリウス9世の前の祝福されたジル (Giles)』 (ノースカロライナ美術館、ラレイ《Raleigh》、 米国[6])
- 『2人のフランシスコ会修道士』 (カナダ国立美術館、オタワ、カナダ[7])
- 『フニペル兄弟修道士 (Brother Juniper) と貧者』 (ドール美術館（英語版）、フランス)